# Zygiella calyptrata
Zygiella calyptrata är en spindelart som först beskrevs av Thomas Workman 1894.  Zygiella calyptrata ingår i släktet Zygiella och familjen hjulspindlar. Inga underarter finns listade i Catalogue of Life.